# Ladislav Bobek
Ladislav Bobek (23. srpna 1910 Vranové – 14. prosince 1981 Hradec Králové) byl československý noční stíhací pilot a nositel Záslužného leteckého kříže. Ladislav Bobek, celým jménem Ladislav Václav Bobek se narodil 23. srpna 1910 v obci Vranové (v č.p. 6), která je nyní součástí obce Malá Skála.Jeho otec Josef Bobek pracoval jako domkář, sklář, příležitostný prodejce ovoce a také pracoval v nedalekém pivovaru. Ladislavova matka Terezie Bobková, rozená Šubrtová, dcera domkáře Antonína Šubrta, zemřela dva dny po Ladislavově narození (25. srpna 1910). Ladislav Bobek byl nejmladší ze čtyř dětí. Nejstarší byly dvě sestry Marie a Boženka a po nich přišel na svět bratr Josef, který však v roce 1918 tragicky zemřel v podzemí hradu Frýdštejn.

## Začátky létání
Jelikož Ladislava od mládí zajímaly letadla, rozhodl se využít náborové akce Masarykovy letecké akademie a přihlásil se k letectvu. Když prošel všemi nutnými zdravotními prohlídkami, s otcovým souhlasem se dne 9. září 1927 podrobil dobrovolnému odvodu a zavázal se na 14 + 4 měsíce služby. Z tohoto rozhodnutí měli radost zejména rodiče jeho tehdejší přítelkyně a budoucí ženy Marie Maškové, Josef a Marie Maškovi, kteří nesouhlasili s jejich vztahem natolik, že se dokonce pokusili odeslat Marii na církevní internátní školu do Turnova. Ani to však lásku mladého páru nezničilo a Ladislav Marii posílal dopisy pod smyšlenými dívčími jmény a dokonce se do internátu vloudil převlečený za dívku.
Dne 1. října 1927 Ladislav nastoupil k leteckému pluku č. 4 ke 40. stíhací letce a zároveň byl přijat do Školy pro odborný dorost letectva v Prostějově a v roce 1929 se stal jedním z jejích prvních absolventů.
Jakožto velmi dobrý pilot byl 4. září 1929 přidělen na dokončení stíhacího výcviku do Chebu. Dne 1. října 1931 byl povýšen do hodnosti četaře. Také absolvoval kurz nočního létání a v noci nalétal celkem 70 hodin. Do začátku války nalétal více než 1700 hodin ve dne a 70 v noci na téměř všech typech tehdy provozovaných letounů.
Od roku 1930 do ledna roku 1938 sloužil u 4. leteckého pluku v Hradci Králové u 66. letky, kde působil také jako instruktor létání.

## RAF
Dne 13. července 1940 dorazil Ladislav Bobek spolu s dalšími piloty do Istanbulu. Kvůli nečinnosti místních (istanbulských) úředníků byli vysláni dva českoslovenští piloti s nejlepší angličtinou na britské velvyslanectví v Istanbulu. Když Britové zjistili, že v Istanbulu nečinně sedělo spoustu zkušených pilotů ochotných bojovat proti nacistům, po několika hodinách rozhodli že je přesunou do Anglie.
Do Anglie připluli dne 27. října 1940 a hned první noc zažili německý nálet. Ladislav Bobek působil v Czechoslovak Depot Cosford (Československé náhradní těleso v Cosfordu), kde vstoupil do RAF a složil zde přísahu britskému králi:
„Já, Ladislav Bobek, přísahám při Všemohoucím bohu, že budu oddaný a věrný Jeho Majestátu králi Jiřímu VI., jeho dědicům a následníkům a že budu Jeho Majestát a jeho dědice a následníky, jejich osobu, korunu a důstojenství bránit čestně a věrně proti všem nepřátelům a budu poslušen všech rozkazů Jeho Majestátu, jeho dědiců a následník, leteckých maršálů a důstojníků mně nadřízených. K tomu mně dopomáhej Bůh.“
V pondělí 11. listopadu 1940 byl přijat s konečnou platností jako vojín 2. třídy (nejnižší hodnost) do RAF pod evidenčním číslem 788 011. Po vykonání přísahy však byly hodnosti přerozděleny dle nalétaných hodin a tím byl Ladislav Bobek povýšen do hodnosti Acting Sergeant Pilot. Brzy chtěl být přeřazen jako stíhač ke stíhací peruti, což mu dne 25. ledna 1941 bylo umožněno a nastoupil k letce „E“ do Central Flying School Upavon, což je nejstarší letecká škola ve Velké Británii, odkud byl 21. března 1941 vyřazen s hodnocením „Above Average“ (nadprůměrný). Dne 1. března 1941 byl, díky tomu že zvládal krizové situace hladce a bez poškození letounu, povýšen do nejvyšší britské poddůstojnické hodnosti W/O (Warrant Officer). Dne 30. dubna 1941 byl rozkazem povýšen do hodnosti štábního rotmistra letectva.
Dne 22. června 1941 bylo Ladislavu Bobkovi a dalším více než padesáti československým pilotům uděleno válečné vyznamenání.
Když v létě roku 1941 vznikala československá noční stíhací peruť, Ladislav Bobek byl osloven jako jeden z prvních. A tak se stal členem 68. noční stíhací perutě. Úspěchy československých nočních letců se dostaly i do britského tisku. Jako jeden z dalších úspěchů je sestřelení pěti německých letounů během jedné noci, čímž spolu s S/Ldr. Veselým, Sgt. Truscottem a W/Cdr. Aitkenem vytvořili nový rekord. Dne 6. října 1942 byl Ladislav Bobek vyznamenán Československým válečným křížem a přesně o deset dní později, tedy 16. října 1942, obdržel spolu s kapitánem Vlastimilem Veselým vyznamenání DFC. V dalších letech působil jako instruktor létání a dopravní pilot. Po návratu do vlasti nastoupil v srpnu 1945 jako pilot a velitel 2. letky Letecké dopravní skupiny a od února 1946 nastoupil ve stejných funkcích u Leteckého dopravního pluku. V květnu 1949, po superarbitačním řízení, byl propuštěn z armády. V roce 1965 částečně rehabilitován a povýšen do hodnosti majora. Po úplné rehabilitaci, byl v roce 1991 povýšen do hodnosti plukovníka letectva in memoriam. V obci Malá Skála–Vranové byl, k uctění jeho památky, zbudován pomník, jenž byl odhalen v září 2015.